# Gordon Gray Currie
Pour les articles homonymes, voir Currie.
Gordon Gray Currie (20 mai 1923 - 22 février 2017) est un homme politique provincial canadien de la Saskatchewan. Il représente la circonscription de Regina Wascana à titre de député du Parti progressiste-conservateur de la Saskatchewan de 1982 à 1986.

## Biographie
Né à Semans (en) en Saskatchewan, Currie étudie en Saskatchewan, en Colombie-Britannique, au Athol Murray College of Notre Dame (en) et à l'Université Mount Allison. Durant la Seconde Guerre mondiale, il sert dans la Marine royale canadienne.
De retour à Regina en 1947, Currie enseigne au Collège Balfour (en) et où il entraîne les équipes de hockey et de football. Entraîneur de l'équipe de football des Regina Rams (en) de 1965 à 1976, il amène l'équipe à huit championnat de la ligue junior Manitoba-Saskatchewan. En 1975, il est nommé entraîneur canadien amateur de l'année. Il retourne ensuite à l'enseignement au Campbell Collegiate (en) de Regina et en devient également le directeur.
Élu en 1982, il intègre le cabinet de Grant Devine à titre de ministre de l'Éducation avancée, ministre de l'Éducation continue, ministre de l'Éducation, ministre des Sciences et des Technologies et ministre des Téléphones. Retiré du cabinet en 1985, il ne se représente pas 1986.
Nommé au Temple de la renommé du sport de la Saskatchewan en 1978, il est également nommé à l'Ordre du Canada en 1979 et au Temple de la renommée du football canadien en 2005. En 1977, il créer la Gordon Currie Foundation qui administre les Gordon Currie Youth Development Fund.
Il meurt en février 2017 à l'âge de 93 ans.